# Greenbackpartiet

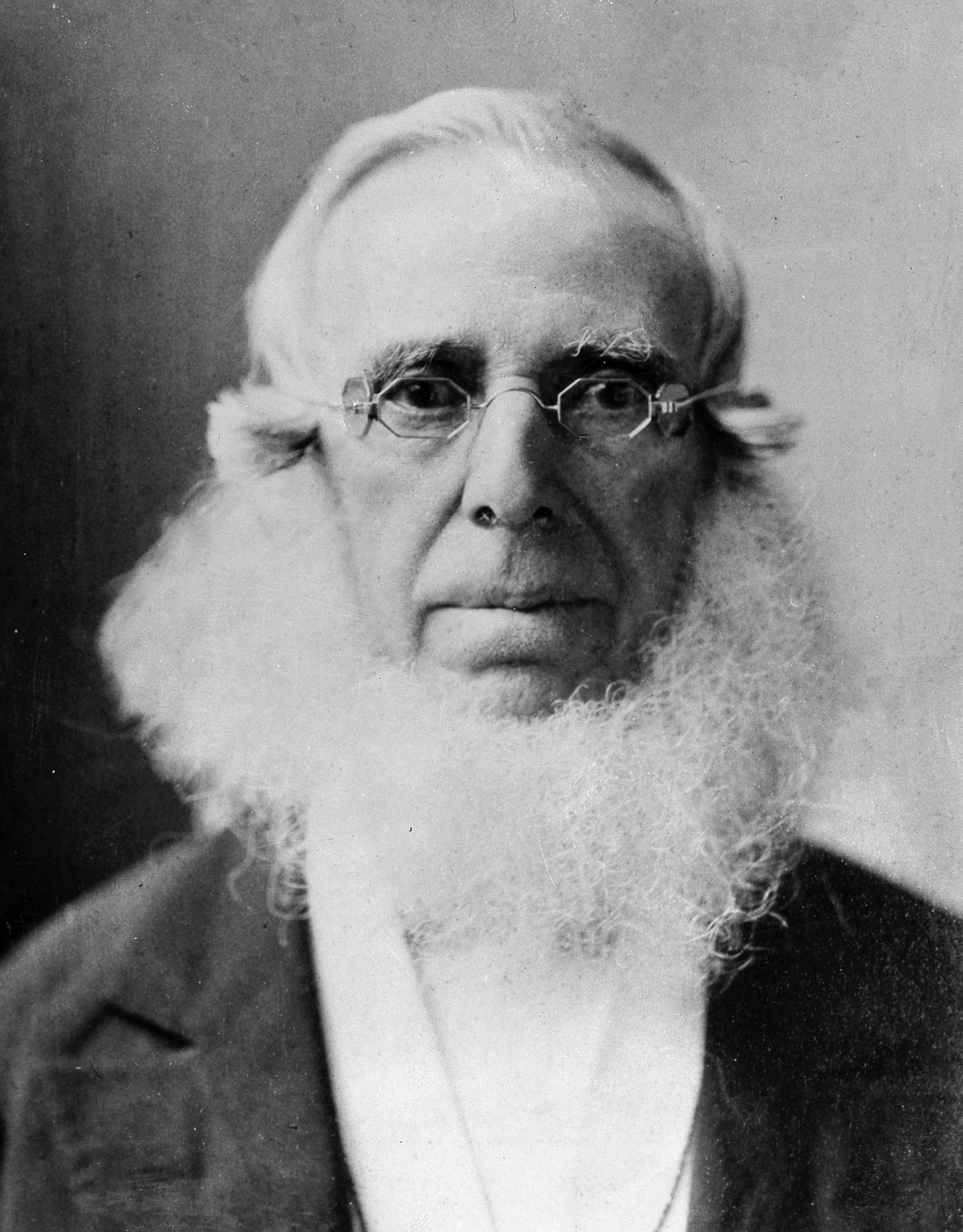
Peter Cooper, New York, presidentkandidat, Greenback Party.

Greenbackpartiet (Greenback Party) var en politisk partigrupp i USA som framträdde 1876-1884 med yrkande på att så kallade greenbacks, sedlar från inbördeskriget, skulle utsläppas i stor utsträckning och få utsträckt användning, bland annat vid inlösning av statsobligationer. Gruppen, som även kallades Greenbackpartiet, uppställde egen presidentkandidat vid valen 1876, 1880 och 1884 samt nådde sitt kulmen vid 1878 års val till kongressen, då det samlade över en miljon röster och fick 14 av sina kandidater valda till kongressrepresentanter. Efter valkampanjen 1884 upplöstes partiet. Många av partiets anhängare gick dock över till Populistpartiet, som också drev kravet på greenbacks. 